# 中國香精香料
中國香精香料有限公司，簡稱中國香精香料（英語：China Flavors and Fragrances Company Limited，港交所：3318），於1991年以「深圳波顿香料有限公司」成立。
主席和首席執行官為王明凡。業務為在國內經營生產和銷售香精、香料，主要品牌為「波頓香精」。
總部位於中環德輔道中永安集團大廈21樓2101-02室，以及深圳市南山区凯虹第二工业区第79-80栋。
招股價為1.2港元，配售股份為1億股，集資額為1.2億港元，股份在2005年12月9日於港交所主板上市。

## 連結
- chinaffl.com
- cff-boton.com